# آسیالوگلیکوپروتئین
آسیالوگلیکوپروتئین (انگلیسی: Asialoglycoprotein) نوعی پروتئین در انسان است که با جداشدن سیالیک اسید از انتهای گلیکوپروتئین‌ها تشکیل می‌شود.
در اثر این جداشدگی و با نمایان شدن ریشه‌های گالاکتوزی زیرین در گلیکوپروتئین‌ها، سلول‌های هپاتوسیت کبد به سرعت آنها را از طریق گیرنده‌های آسیالوگلیکوپروتئین در سلول‌های کوپفر خود، از جریان خون پاک می‌کنند.